# Huawei Ascend P7
Huawei Ascend P7 (P7-L10) – smartfon chińskiego przedsiębiorstwa telekomunikacyjnego Huawei Technologies. Urządzenie miało premierę w maju 2014 i zastąpiło aparat Huawei Ascend P6 jako model sztandarowy tego producenta.

## Specyfikacja techniczna
Pierwotnie działał pod kontrolą systemu Android w wersji 4.4.2 Kit Kat, z czasem otrzymał aktualizację do wersji 5.0 Lollipop. Huawei Ascend P7 został wyposażony 4-rdzeniowy procesor HiSilicon Kirin910T o częstotliwości 1,8 GHz z grafiką Mali-450. Urządzenie ma 2 GB pamięci RAM i 16 GB pamięci wbudowanej, rozszerzalnej kartą SD do 64 GB. Urządzenie wyposażono także w Bluetooth 4.0, GPS z AGPS i GLONASS, NFC i radio FM. Huawei P7 obsługuje dwupasmową łączność Wi-fi z funkcjami Wi-Fi Direct, DLNA i hotspot. Ma niewymienny akumulator litowo-polimerowy o pojemności 2500 mAh.

### Wyświetlacz
Huawei Ascend P7 wykorzystuje 5-calowy wyświetlacz Full HD o zagęszczeniu na poziomie 445 i rozdzielczości 1080p. Wyświetlacz pokryty jest szkłem Corning Gorilla Glass 3.

### Aparat fotograficzny
Smartfon wyposażono w dwa aparaty fotograficzne. Przedni o rozdzielczości 8Mpx, tylny 13Mpx z przysłoną f/2.0. Maksymalna rozdzielczość nakręconych filmów wynosi 1080p. Funkcja nagrywania może zostać włączona za pomocą głosu.